# Grotte Casteret

La grotte Casteret (également connue sous ses noms espagnols Gruta de Casteret ou Gruta Helada de Casteret), est une  glacière naturelle calcaire située dans la commune aragonaise de Fanlo (province de Huesca en Espagne),.
Elle a été découverte en 1926 par le spéléologue et pyrénéiste français Norbert Casteret. Elle est connue pour sa Grande Salle qui abrite un lac gelé d'environ 2 000 m2 de superficie, ses formations de glace et un mur de glace de 20 m dans une deuxième salle. Elle est située en altitude dans les Pyrénées espagnoles, dans le parc national d'Ordesa et du Mont-Perdu
C'est une Zone spéciale de conservation du Réseau Natura 2000 depuis 1988 (ES0000016).

## Historique
La grotte fut découverte et explorée pour la première fois par la famille Casteret (Norbert Casteret, sa mère, sa femme et son frère) en juillet 1926, lorsqu'ils explorèrent la majeure partie du passage principal. Lui et sa femme revinrent en septembre 1926, après avoir parcouru la totalité du tunnel. La Salle Maude fut découverte et explorée en août 1950 par Casteret et ses filles Maude et Gilberte. La troisième entrée, le Puits Florence, fut descendue pour la première fois en août 1975 par le Club Martel.

## Description

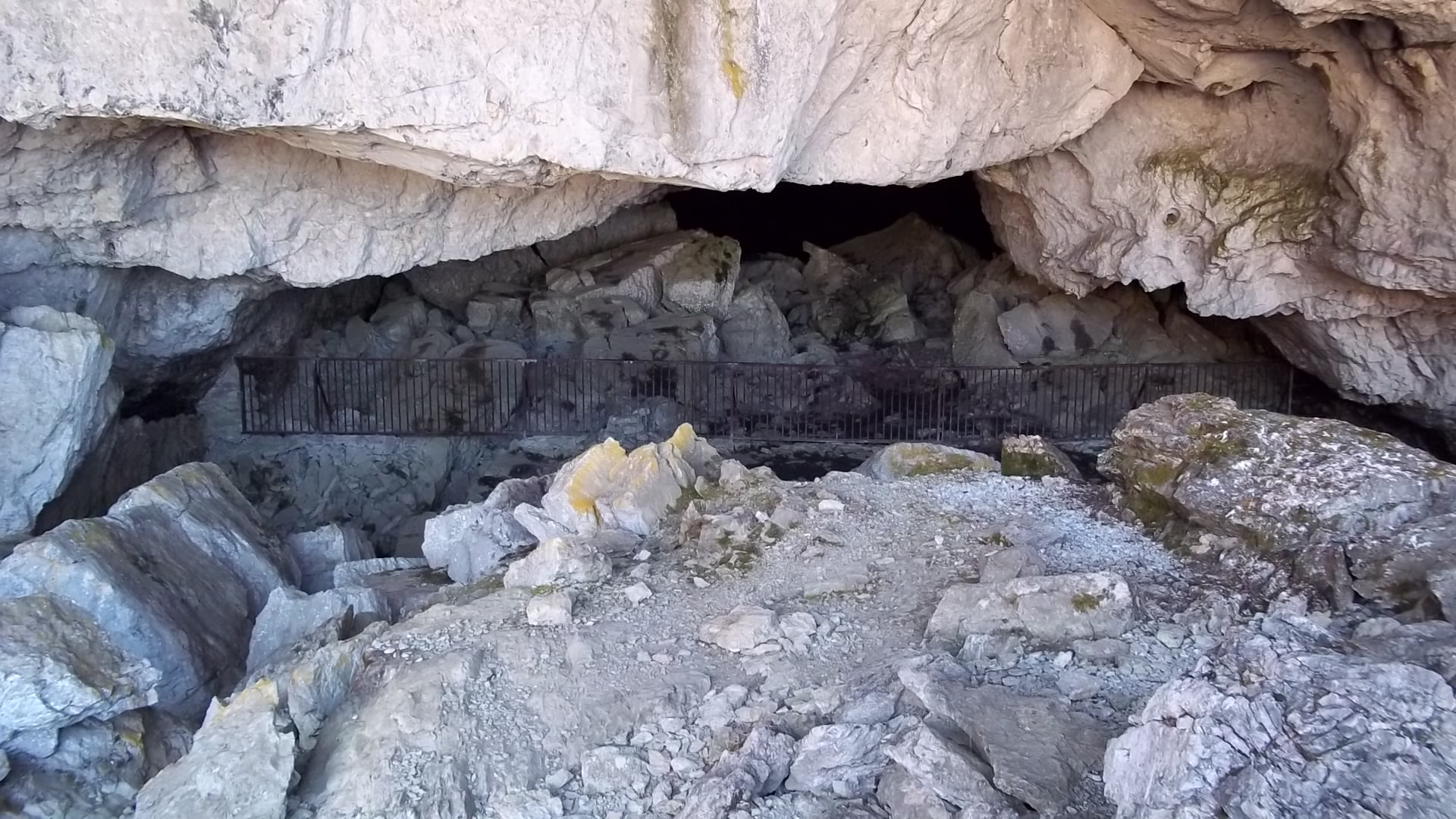

La grotte Casteret est située au sommet d'un couloir d'éboulis/neige à 670 m à l'est-sud-est de la brèche de Roland et possède un impressionnant porche d'entrée d'environ 50 m de large et 15 m de haut. Après 60 m, le passage s'ouvre sur la vaste Grande Salle au sol de glace, d'environ 70 m de long, 60 m de large et 4 m de haut. Son sol est un lac gelé de glace transparente d'une superficie d'environ 2 000 m2. De grandes colonnes de glace dominent l'extrémité de la salle. À gauche de la salle, une ouverture mène à la Salle Maude à la base d'un mur de glace de 20 m appelé Niagara. 
Au-delà de la Grande Salle, le sol de glace laisse place à un passage principalement constitué de blocs de pierre qui mène, après 120 m, à une montée de 3 m qui débouche sur un champ de lapiaz en surface. Le relevé original de Casteret montre que le passage s'étend sur 1 050 m supplémentaires, mais il n'est plus accessible.
Une troisième entrée, le Puits Florence, se trouve sur le plateau au-dessus de la grotte. Sa profondeur est de 60 m, les derniers 50 m étant constitués d'un puits vertical qui mène à la Grande Salle.

## Géologie et formation

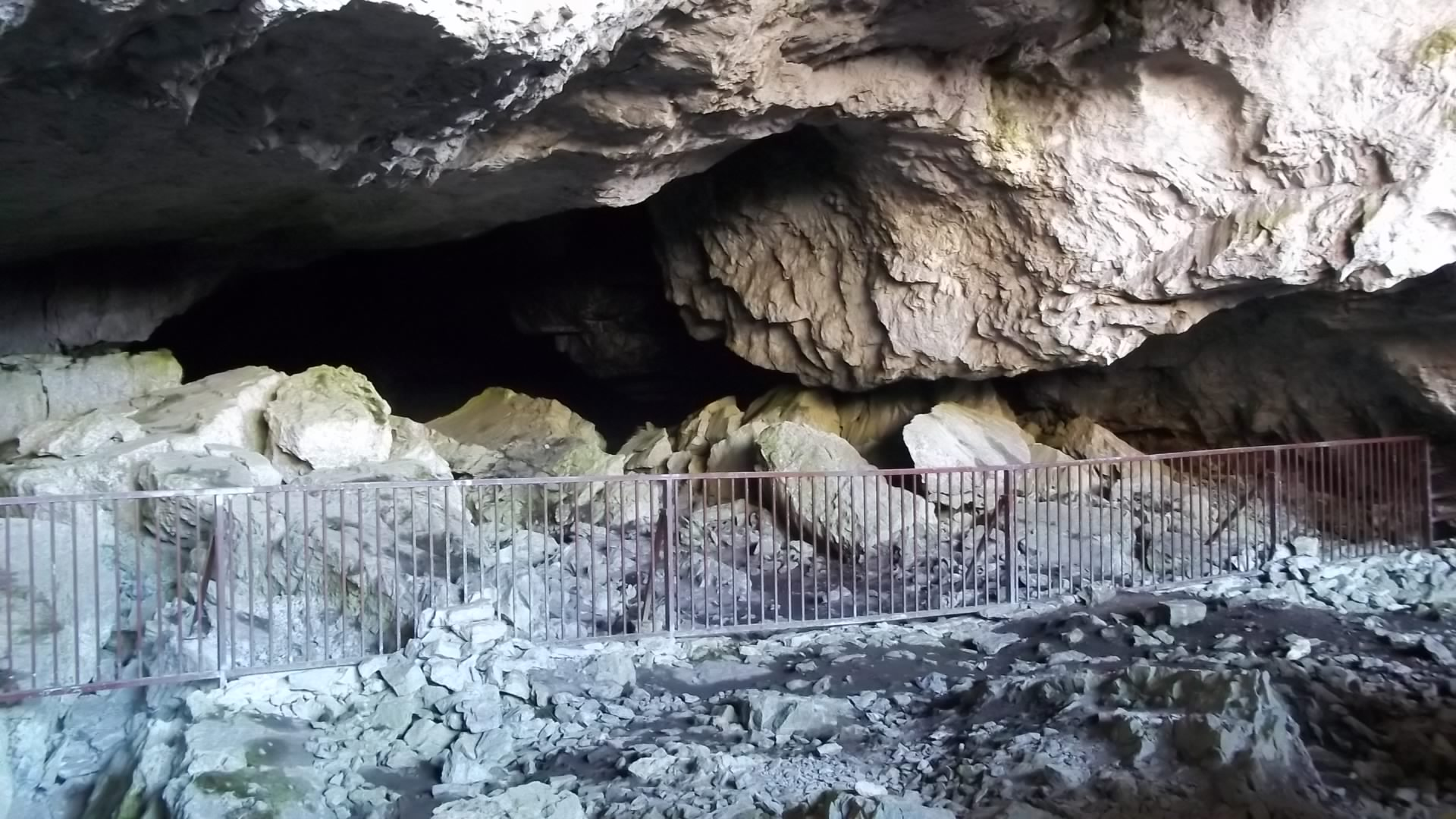

La grotte Casteret est formée dans du calcaire crétacé. La glace de la Grande Salle est stagnante et s'est formée à la suite de l'écoulement d'air froid à travers le système, les zones hors du courant d'air étant constituées d'eau. La glace plus profonde est considérée comme très ancienne et peut-être un vestige d'une période froide du Quaternaire. Le volume de glace de la Grande Salle a diminué depuis sa découverte. En 1950, l'entrée dans la Salle Maude était une rampe basse sur le sol de glace d'environ 30 cm de haut. En 1988, il a été signalé que l'espace était de 150 cm de haut en raison de l'abaissement du sol de glace.

## Accès
L'accès est contrôlé par les autorités du parc national d'Ordesa et du Mont-Perdu . Une barrière a été érigée à l'entrée et un panneau interdit l'accès aux visiteurs occasionnels. Deux groupes de 6 spéléologues maximum sont autorisés à accéder au site pendant un maximum de quatre jours par mois. [